# Kisbágyon
Kisbágyon község Nógrád vármegyében, a Pásztói járásban.

## Fekvése
A Cserhát délkeleti szélén fekszik, a Bujáki-patak völgyében. Főutcája a Galgaguta és Jobbágyi között húzódó 2129-es út, amelyből a faluközpontban ágazik ki, nem sokkal a 21. kilométere után, déli irányban a Palotásra vezető 2136-os út, valamint a 21+300-as kilométerszelvénye közelében, északi irányban a Bujákra vezető 21 148-as mellékút.
A legközelebbi városok Pásztó és Hatvan.

## Története
Árpád-kori település, a Szolnok nemzetség ősi birtoka volt. Nevét az oklevelek 1260-ban említették először, amikor e nemzetség tagjai megosztoztak birtokaikon, de e birtokok a 13. század végén lassanként más kezekbe kerültek. 1309-ben Guthai Pál vett itt birtokrészeket. A 15. században pedig az Alagi család birtoka volt, amely 1472-ben itteni birtokrészeit Mikófalvi Bekény Dénesnek zálogosította el. 1391-ben nevét Bagyon alakban írták az oklevelekben, feltehetően a Bágyon személynévből származik.
1488-ban az Uzsai családé lett, amely ugyanekkor Uzsán és Daróczon (mára mindkettő puszta) is birtokos volt. 1514-ben Kerékgedei Temmel László itteni birtokait, amelyeket özvegyi jogon bírt, Werbőczy Istvánnak engedte át. 1598-ban Balogh Mihály volt a település földesura.  1391-ből való (Bagyon), neve feltehetően a Bágyon személynévből származik. A 15. században az Uzsay család birtokában volt a falu, majd a 16. század elején Werbőczy István tulajdonába került. 1552-től török terület volt. A falunak a 15. század elején már önálló temploma volt. A 18. században nemesi község volt.
Az 1715 évi összeírásban a nemes községek között szerepelt, 10 magyar háztartással. Az 1720 évi összeírásban adóköteles háztartások nélkül fordul elő. 1770-ben Egry József, Komjáthy Abrahám és a Meskó család bírt itt földesúri joggal. Később pedig Ondrejovich Károly, Géczy Dénes és báró Wodianer Albert voltak itt birtokosok, a 20. század elején pedig báró Harkányi Jánosnak, Géczy Dezső dr.-nak és Ondrejovich Lászlónak van itt nagyobb birtoka. Az itteni úrilak közül az egyiket 1831-ben Ondrejovich Károly építtette, a másikat Géczy Dénes építtette 1852-ben.
A 20. század elején Nógrád vármegye Sziráki járásához tartozott.
1910-ben 423 magyar lakosa volt, melyből 307 római katolikus, 93 evangélikus, 13 izraelita volt.
2001-ben a település lakosságának közel 100%-a magyar nemzetiségűnek vallotta magát.

## Közélete

### Polgármesterei
- 1990–1994: Orszáczky Ferenc (független)[4]
- 1994–1998: Orszáczky Ferenc (független)[5]
- 1998–2002: Orszáczky Ferenc (független)[6]
- 2002–2006: Orszáczky Ferenc (független)[7]
- 2006–2010: Nagy Attiláné (független)[8]
- 2010–2014: Nagy Attiláné (független)[9]
- 2014–2019: Nagy Attiláné (független)[10]
- 2019–2024: Nagy Attiláné (független)[11]
- 2024– : Nagy Attiláné (független)[1]

## Népesség
A település népességének változása:
| Lakosok száma | 421  | 417  | 423  | 405  | 398  | 405  | 402  |
|               | 2013 | 2014 | 2015 | 2021 | 2022 | 2023 | 2024 |

A 2011-es népszámlálás során a lakosok 88,3%-a magyarnak, 1,6% cigánynak, 0,5% németnek, 0,2% örménynek mondta magát (11% nem nyilatkozott; a kettős identitások miatt a végösszeg nagyobb lehet 100%-nál). A vallási megoszlás a következő volt: római katolikus 65,2%, református 0,5%, evangélikus 8,9%, felekezeten kívüli 5,6% (18,5% nem nyilatkozott).
2022-ben a lakosság 91,7%-a vallotta magát magyarnak, 1,8% cigánynak, 0,5% németnek, 0,3% románnak, 2% egyéb, nem hazai nemzetiségűnek (7,8% nem nyilatkozott; a kettős identitások miatt a végösszeg nagyobb lehet 100%-nál). Vallásuk szerint 47,5% volt római katolikus, 6,3% evangélikus, 0,8% református, 1% egyéb keresztény, 0,3% egyéb katolikus, 9,8% felekezeten kívüli (34,4% nem válaszolt).

## Nevezetességek
- Római katolikus temploma - 1422-ben épült, csúcsíves ízlésben.
- Fa harangláb: 1730-ből
- Ondrejovich-kúria: 19. sz. vége
- Balogh-kúria: 19. sz. eleje